# 216-os busz (Prága)
A prágai 216-os busz a Sídliště Baba és a Poliklinika Petřiny buszmegállók között közlekedik, Prága 6. kerületében.

## Útvonala
| Sídliště Baba felé | Poliklinika Petřiny felé |
| --- | --- |
| Poliklinika Petřiny – Vojenská nemocnice – U Vojenské nemocnice – Talichova – Náměstí Před Bateriemi – Norbertov – Sibeliova – Vozovna Střešovice – Macharovo náměstí – Pod Vyhlídkou – Starodejvická – Poliklinika Na Dlouhém Lánu – Bořislavka – Bořislavka – Sušická – Hanspaulka – Dyrinka – Špitálka – U Matěje – Matějská – Sídliště Baba | Sídliště Baba – Matějská – U Matěje – Špitálka – Dyrinka – Hanspaulka – Sušická – Bořislavka – Poliklinika Na Dlouhém Lánu – Starodejvická – Pod Vyhlídkou – Macharovo náměstí – Vozovna Střešovice – Sibeliova – Norbertov – Náměstí Před Bateriemi – Talichova – U Vojenské nemocnice – Vojenská nemocnice – Poliklinika Petřiny |

## Megállóhelyei
| 0  | Poliklinika Petřiny         | 26 | 108, 164                                                                                   |
| 1  | Vojenská nemocnice          | 24 | 108                                                                                        |
| 3  | U Vojenské nemocnice        | 23 | 108                                                                                        |
| 4  | Talichova                   | 22 | 108                                                                                        |
| 6  | Náměstí Před Bateriemi      | 20 | 108                                                                                        |
| 7  | Norbertov                   | 19 | 108                                                                                        |
| 8  | Sibeliova                   | 18 | 108 1, 2, 91, 96                                                                           |
| 11 | Vozovna Střešovice          | 17 | 108, 143, 149, 180, 216, 902 1, 2, 22, 25, 91, 96, 97                                      |
| 12 | Macharovo náměstí           | 15 |                                                                                            |
| 13 | Pod Vyhlídkou               | 14 |                                                                                            |
| 14 | Starodejvická               | 13 |                                                                                            |
| 16 | Poliklinika Na Dlouhém Lánu | 11 |                                                                                            |
| 17 | Bořislavka                  | 10 | A 116, 131, 163, 216, 312, 316, 356, 907 1, 2, 5, 7, 8, 13, 14, 15, 18, 20, 22, 25, 26, 91 |
| 19 | Bořislavka                  | –  | A 116, 131, 163, 216, 312, 316, 356, 907 1, 2, 5, 7, 8, 13, 14, 15, 18, 20, 22, 25, 26, 91 |
| 22 | Sušická                     | 7  | 131, 907                                                                                   |
| 23 | Hanspaulka                  | 6  | 131, 907                                                                                   |
| 24 | Dyrinka                     | 5  | 131, 907                                                                                   |
| 25 | Špitálka                    | 4  | 131, 907                                                                                   |
| 26 | U Matěje                    | 3  | 131, 907                                                                                   |
| 27 | Matějská                    | 1  |                                                                                            |
| 29 | Sídliště Baba               | 0  |                                                                                            |